# Kaestneria rufula
Kaestneria rufula är en spindelart som först beskrevs av Walter Leopold Victor Hackman 1954.  Kaestneria rufula ingår i släktet Kaestneria och familjen täckvävarspindlar. Inga underarter finns listade i Catalogue of Life.